# 2013-as US Open (tenisz)
A 2013-as US Open (amerikai nyílt teniszbajnokság) az év negyedik Grand Slam-tornája, egyben a US Open 133. versenye volt, amelyet New Yorkban, a Flushing Meadows kemény borítású pályáin rendeztek meg 2013. augusztus 26. és szeptember 9. között. Mivel az utóbbi öt évben az időjárás miatt rendre csupán hétfőn tudták befejezni a tornát, a szervezők ezúttal eleve erre a napra tették a zárónapot.

## Döntők

### Férfi egyes
Rafael Nadal –  Novak Đoković 6–2, 3–6, 6–4, 6–1

### Női egyes
Serena Williams  –  Viktorija Azaranka 7–5, 6–7(6), 6–1

### Férfi páros
Lijendar Pedzs /  Radek Štěpánek –  Alexander Peya /  Bruno Soares 6–1, 6–3

### Női páros
Andrea Hlaváčková /  Lucie Hradecká –  Ashleigh Barty /  Casey Dellacqua 6–7(4), 6–1, 6–4

### Vegyes páros
Andrea Hlaváčková /  Makszim Mirni –  Abigail Spears /  Santiago González 7–6(5), 6–3

### Juniorok

#### Fiú egyéni
- Borna Ćorić –  Thanasi Kokkinakis, 3–6, 6–3, 6–1

#### Lány egyéni
- Ana Konjuh –  Tornado Alicia Black, 3–6, 6–4, 7–6(6)

#### Fiú páros
- Kamil Majchrzak /  Martin Redlicki –  Quentin Halys /  Frederico Ferreira Silva, 6–3, 6–4

#### Lány páros
- Barbora Krejčíková /  Kateřina Siniaková –  Belinda Bencic /  Sara Sorribes Tormo, 6–3, 6–4

## Világranglistapontok
| Eredmény           | Férfi egyes | Férfi páros | Női egyes | Női páros |
| ------------------ | ----------- | ----------- | --------- | --------- |
| Győzelem           | 2000        | 2000        | 2000      | 2000      |
| Döntő              | 1200        | 1200        | 1400      | 1400      |
| Elődöntő           | 720         | 720         | 900       | 900       |
| Negyeddöntő        | 360         | 360         | 500       | 500       |
| 16 között          | 180         | 180         | 280       | 280       |
| 32 között          | 90          | 90          | 160       | 160       |
| 64 között          | 45          | 0           | 100       | 5         |
| 128 között         | 10          | –           | 5         | –         |
| Főtáblára jutás    | 25          | –           | 60        | –         |
| Selejtező (3. kör) | 16          | –           | 50        | –         |
| Selejtező (2. kör) | 8           | –           | 40        | –         |
| Selejtező (1. kör) | 0           | –           | 2         | –         |

## Pénzdíjazás
A torna teljes összdíjazása 34 252 000 dollárt tett ki. Ez kb. 35%-os emelést jelent az előző évhez képest, s ezzel a US Open összdíjazása minden korábbi Grand Slam-tornáénál nagyobb volt. A férfi és a női egyéni győztes fejenként 2 600 000 dollárban részesült. A vegyes párosok küzdelmének díjazása nem változott 2012-höz viszonyítva.
| Eredmény             | Egyes*        | Páros**                   | Vegyes páros**            |
| Győzelem             | 2 600 000 $   | 460 000 $                 | 150 000 $                 |
| Döntő                | 1 300 000 $   | 230 000 $                 | 70 000 $                  |
| Elődöntő             | 650 000 $     | 115 000 $                 | 30 000 $                  |
| Negyeddöntő          | 325 000 $     | 58 000 $                  | 15 000 $                  |
| 16 között            | 165 000 $     | 30 000 $                  | 10 000 $                  |
| 32 között            | 93 000 $      | 18 750 $                  | 5000 $                    |
| 64 között            | 53 000 $      | 12 500 $                  | –                         |
| 128 között           | 32 000 $      | –                         | –                         |
| Összesen             | 13 052 000 $* | 2 092 000 $*              | 500 000 $                 |
| Selejtező (döntő)    | 12 028 $      | *Nemenként **Csapatonként | *Nemenként **Csapatonként |
| Selejtező (2. kör)   | 7911 $        | *Nemenként **Csapatonként | *Nemenként **Csapatonként |
| Selejtező (1. kör)   | 4100 $        | *Nemenként **Csapatonként | *Nemenként **Csapatonként |
| Összesen (selejtező) | 708 000 $*    | *Nemenként **Csapatonként | *Nemenként **Csapatonként |